# NGC 1467
NGC 1467 este o galaxie lenticulară situată în constelația Eridanul. A fost descoperită în 1886 de către Frank Muller.